# وارين لو
وارين لو (بالإنجليزية: Warren Low)‏ هو مونتير أمريكي، ولد في 12 أغسطس 1905 في بيتسبرغ في الولايات المتحدة، وتوفي في 27 يوليو 1989 في وودلاند هيلز، كاليفورنيا في الولايات المتحدة.

## وصلات خارجية
- وارين لو على موقع IMDb (الإنجليزية)
- وارين لو على موقع ألو سيني (الفرنسية)
- وارين لو على موقع أول موفي (الإنجليزية)
- وارين لو على موقع قاعدة بيانات الأفلام السويدية (السويدية)
- وارين لو على موقع قاعدة بيانات الفيلم (الإنجليزية)
- وارين لو على موقع كينوبويسك (الروسية)